# Rovinari
Rovinari – miasto w Rumunii, w okręgu Gorj. Liczy 12 tys. mieszkańców (2006).

## Miasta partnerskie
- Turek